# さいごの果実
「さいごの果実」（さいごのかじつ）は、坂本真綾の14枚目のシングル。2007年11月21日にFlyingDogから発売された。

## 音楽性
表題曲「さいごの果実」は、坂本真綾が作詞、シンガーソングライターの鈴木祥子が作曲を手掛けている。
「ループ」「風待ちジェット」に続いて『ツバサ』関連の主題歌であり、5曲目には「さいごの果実」ショート・サイズ（OVA使用版）が収録されている。
坂本は本作に対し、「私にとってすごく思い入れの深い曲で…… 菅野よう子さんのプロデュースを離れて数年、やっと自分らしいものができたんじゃないかと思えた大事な曲なんです」とコメントしている。

## シングルリリース
坂本のシングルとしては、前作「風待ちジェット/スピカ」以来1年5ヶ月ぶりのリリースとなった。

## アートワーク／パッケージ
ジャケットイラストには、菊地洋子作画による小狼（オリジナル）、小狼（写身）、サクラの3人が描かれている。

## 評価
CDジャーナルは、「透明感にあふれた歌声は、壊れそうなぐらいに切ない世界を優しく語りかけてくる」と評した。

## ミュージック・ビデオ
本作にはミュージック・ビデオが制作されている。坂本の6thアルバム『かぜよみ』初回限定盤付属のDVDに収録。

## チャート成績
累計出荷枚数 / 1.4万枚
| チャート               | 最高位 |
| ---------------------- | ------ |
| オリコンチャート（CD） | 19位   |

## シングル収録曲
全作詞：坂本真綾
1. さいごの果実 [4:49] 
作曲：鈴木祥子 / 編曲：斉藤ネコ
2. ミツバチと科学者 [3:48] 
作曲・編曲：solaya
3. さいごの果実（w/o maaya）
4. ミツバチと科学者（w/o maaya）
5. さいごの果実（short size）

## メディアでの使用
| さいごの果実 | OVA『ツバサ TOKYO REVELATIONS』ED主題歌 |

## 収録アルバム
| タイトル     | 収録アルバム | 発売日        | 備考                  |
| ------------ | ------------ | ------------- | --------------------- |
| さいごの果実 | 『かぜよみ』 | 2009年1月14日 | 6thオリジナルアルバム |

## スタッフ・クレジット

### 楽曲スタッフ
- Producer：田村充義 / maaya
- Director：井上裕香子

### 参加ミュージシャン
01.「さいごの果実」
- E Bass：井上富雄
- Drums：宮田繁男
- Guitar：柳沢二三男 / 嘉多山信
- Percussion：三沢またろう
- Strings：グレート栄田ストリングス
- Concertmaster：斎藤ネコ
- 1st Violin：斎藤ネコ / グレート栄田
- 2nd Violin：小倉達夫 / 桐山なぎさ
- Viola：秋山俊樹 / 高島麻由
- Cello：笠原あやの / 向井航

02.「ミツバチと科学者」
- All Instruments performed：solaya

## カバー
- 鈴木祥子 -『REQUEST』（2015年4月22日）[6]